# Massespektrometri
Massespektrometri eller massespektroskopi (forkortet MS) er en analytisk teknik, ved hvilken kemiske stoffer ioniseres og adskilles ud fra deres masse/ladnings-forhold (m/z). Teknikken stammer fra 1898, og det første kendte massespektrometer blev bygget i 1918. I dag bruges massespektrometri blandt andet som en hjælp til strukturopklaring af organiske stoffer.
Der findes flere måder, hvorpå det kemiske stof kan ioniseres. Ved én type ioniseringskilde udsættes en prøve af det kemiske stof for  et elektronbombardement, hvorved nogle af molekylerne spaltes til ioner. Disse ioner accelereres op og føres ind i et magnetfelt eller et elektrisk felt, som opdeler ionerne efter deres masse/ladnings-forhold (m/z). De ioner, som ikke bliver afbøjet undervejs, men passerer hele vejen igennem feltet, registreres af en detektor, som tæller antallet af ioner. Ved at ændre på feltets styrke, kan man detektere ioner med et andet m/z-forhold, og på den måde kan man undersøge for alle ionmasser. Til sidst behandles dataene af en computer, og resultatet kommer ud i form af et massespektrum, hvor antallet af ioner er afbildet som funktion af m/z. Et sådan massespektrum kan tydes vha. generelle regler om, hvordan forskellige stofklasser spaltes eller omlejrer, når de udsættes for et elektronbombardement. Molekylarionen, M +, er et molekyle, som har mistet én elektron. Massen af molekylarionen kan sættes lig molekylmassen, da forskellen mellem dem kun er massen af en elektron. M + er oftest den top, som har den højeste (m/e) værdi i et spektrum, og er derfor en hjælp til at bestemme molekylmassen, som er et vigtigt trin i opklaringen af et ukendt stof.
Professor Peter Roepstorff fra Syddansk Universitet fandt desuden i 1974 ud af, at massespektrometri er anvendeligt inden for forskning af proteiner. Her accelererer man proteinerne og måler, med hvilken fart de passerer. Derfra kan man udregne massen.

## Opbygning af et massespektrometer
Den normale opbygning af et massespektrometer er: Ioniseringskilde → masse analysator (evt. → fragmentationskammer) → detektion

### Ioniseringskilder
Der findes i dag en lang række forskellige ioniseringskilder udviklet til forskellige behov. Ioniseringsteknikerne deles ofte i 2 kategorier blød eller hård ionisering. Blødionisering får stoffer på ionform uden at ødelægge molekylerstrukturen modsat hårdionisering, som til gengæld kan ionisere flere typer af stoffer.
- Maldi Matrix Assisted Laser Desorption Ionisation. Denne teknik bygger på, at prøven placeres på et medie, der kan ioniseres ved hjælp af laser og derefter give sin ladning videre til prøven, der ofte er proteiner.
- FAB Fast Atom Bombardment. Prøven placeres på en matrix ofte en alkohol eller eter f.eks. glycerin, som herefter udsættes for beskydning med atomer så som Xenon eller Argon og bliver derved ioniseret. Teknikken minder en del om MALDI.

Da MS oftest benyttes sammen med gaskromatografi eller væskekromatografi, er der udviklet en lang række ioniseringskilder, der også fungerer som interface mellem kromatografimetoden og MS'en.

#### Oftes anvendte ioniseringskilder tilgaskromatografi
- EI Elektron Ionisering, prøven passerer igennem et kammer, hvor et filament udsender elektroner og derved ioniserer stoffer, der passerer forbi. Denne teknik hører til hård ionisering, og de fleste molekyler vil fragmentere efter et bestemt mønster. Fordelen ved denne teknik er, at det sker på samme måde, uanset hvilket mærke MS man bruger, og derfor findes der store databaser så som NIST og Wiley[2] med 590.000 stoffer. Ioniseringen kan skrives således :{\displaystyle M+e^{-}\to M^{+\bullet }+2e^{-}}
- CI (Chemical Ionization) Kemisk Ionisering, prøven kolliderer med et stort overskud af en ladet gas f.eks. methan, ammoniak eller isobutan. Denne metode hører til blødionisering og skaber molekularioner, men biprodukter så som clusterioner (f.eks. M+Methan) kan forekomme.

#### Ofte anvendte ioniseringskilder tilvæskekromatografi
- ESI Electro Spray Ionisering opfundet af nobelprisvinder John B Fenn. Væsken fra kromatograffen bliver sprøjtet igennem en dyse påsat højspænding (1000-5000 V). Kammeret holdes varmt, og der tilledes nitrogen for at hjælpe med fordampning af solventet. Ioniseringen sker ved, at de små dråber har en ladning på overfladen, under fordampning springer dråberne gentagende gange og skyder ladede stoffer ud. Denne metode er blød, egner sig til polære/halvpolære stoffer og skaber som regel molekularioner men også biprodukter så som clusterioner af stof+natrium, stof+kalium og stof+solvent. Metoden udmærker sig så ved at kunne multilade større molekyler så som peptider, proteiner osv.
- APCI (Atmospheric-pressure chemical ionization) atmosfærisktryk kemisk ionisering, opbygning af interfacet minder om ESI dog blandes væsken med meget varm (300-500°C) nitrogen, inden den sprays ud og der sidder i sprayvejen en nål der skaber ionieringen. Denne metode tilhøre blødioniering men varmen risikere at molekylet dekomponere inden ioniseringen. Hvis ikke varmen og nitrogenen får solventet til at fordampe risikeres der at dannes clusterioner mellem solvent og molecularion. Denne metode kan ionisere mindre polære stoffer i forhold til ESI.
- APPI (Atmospheric-pressure photo ionization) atmosfærisktryk foto ionisering. Fungere som APCI men med en stærk lyskilde f.eks. xenon lampe i stedet for en nål til ioniseringen. Denne metode udmærker sig ved at kunne ionisere ikkepolære aromatiskestoffer.
- Combi Der er igennem de seneste år udviklet en del interface der benytter kombinationer af ESI, APCI og eller APPI. Der er to fordelen, 1 at nogle stoffer får endnu bedre detektionsgrænser og 2. endnu flere stoftyper kan ioniseres.

### Masseanalysator
- Sektor Afbøjer ioner i et magnetfelt, denne metode har høj resolution og kan bruges til nøjagtig massebestemmelse.
- Quadropol Består af 4 lange og parallelle stænger der parvis hænger sammen og vedhjælp af pålægning af jævnspænding og radiofrekvens tillader passage af ioner med bestemte m/e forhold. Denne metode skanner relativt langsomt 2.000 amu/sek., giver lav resolution og kan normalt ikke bruges til nøjagtig massebestemmelse.
- Hexapol og octapol minder om quadropol og men giver højere ionoverførsel med 6 eller 8 stænger og derfor bruges de ofte til transport af ioner fra interface til selektionsdelen af MS'en og som kollisionskammer.
- Ionfælde (iontrap) Der findes i dag to typer. 3D ionfælden fanger ionerne i en ring og det er herefter muligt tilføres bestemte m/z energi og derved smadre molekylerne mod uladet helium eller skannes ionerne ud med høj hastighed (27.000 amu/sek.). Der findes i dag også en lineær iontrap der bruger quadropol stænger til at fange ionerne. Begge tekniker kan give høj følsomhed da ionfælden kan samle ioner op over tid men pga. fysikken bag ionfælden er der en begrænsning i hvor store og små ioner der kan være fanget på samme tid. Desuden giver teknikken ikke give høj resolution og nøjagtig masse.
- Ioncyklotron Ionerne fanges i et meget stærkt ionfelt som regel lavet med superledende materiale. Ionerne kan opbevares i lang tid og måles hver gang de passere en detektor og derved kan skabes meget høj resolution. Kan også bruges til nøjagtig masse.
- Orbitrap Ionerne spinder rundt om en indre elektrode. Minder om en blanding af ionfælde og ioncyklotron. Giver både høj resolution og nøjagtig masse.
- TOF (Time of flight) Tideflyvsinstrument. Fungere ved at tilføre alle ionerne energi og derefter måle hvor hurtigt de tilbagelægger en kendt strækning (ca 1 meter). Hver flyvning tager en brøkdel af et ms afhængig af m/z. Giver både høj resolution og nøjagtig masse.

### Detektion
For ionfælde og quadropol gælder det at efter selektion af ionerne sker detektionen ved at ionerne rammer en elektron forstærker (electron multiplier) eller Faradays cup. Generelt forsøges det at forstærke det lave signal fra ionerne ved hjælp af en kaskade effekt hvor en ion slår en eller flere elektroner løs som herefter kan slå endnu flere løs.
Detektion i ioncyclotron og orbitrap sker ved af ionerne udsender en radiofrekvens som ved hjælp af fourier transformation kan omsættes til et m/z signal.

## Typer af massespektrometere
De største leverandører af MS'er på markedet er: Agilent, Applied Biosystem, Bruker Daltonics, Perkin Elmer, Shimadzu, Thermo Finnigan, Waters.
- TOF. En meget populær instrumenttype især til store molekyler så som proteinforskning og polymerer hvor MALDI interface ofte anvendes. Da et MS kan give en nøjagtig massebestemmelse, bruges det ofte til bekræftelse af synteseprodukter og kan hjælpe med opklaring af ukendte biprodukter.
- Single quadropol. Et af de mest simple og billige MS'er der findes. Bruges ofte til syntesesupport og andre lette opgaver.
- Triple quadropol. Består af en serie af quadropoler der kan sætte til at skanne eller transportere bestemte ioner. Den midterste quadropol Q2 (eller hexa/octopol) står for en evt. fragmentering af ionerne. Dette finder sted ved kollision med neutrale atomer så som argon eller nitrogen. Triple quadropolen har generelt høj følsomhed og høj specificitet overfor stoffer selv i en kompleks matrix så som blod, urin etc. og bruges derfor meget inden for bioanalyse (optagning og nedbrydning af stoffer i kroppen) eller til identifikation af ukendte stoffer, hvor man både kan kigge på massen og samtidig fragmenterne af ionen.
- Iontrap. Har god følsomhed da trappen kan fyldes over tid, men kan have problemer med komplekse opløsninger da trappen også kan fyldes med ioner der ikke har interesse.
- Orbitrap. Relativt nyt kommercielt tilgængeligt apparat. Resolution, nøjagtig masse og hastighed gør det anvendeligt til det meste, men prisen er endnu høj for apparatet.
- Sektorinstrument. Meget udbredt blandt de første MS'er på markedet, fyldte dog ofte et helt laboratorium og krævede en del vedligehold og tuning for at operere perfekt. Findes fortsat på markedet, men er røget i baggrunden i forhold til de nye typer af instrumenter.

## Præcis masse og isotopforhold
Massespektrometeret måler på hvert enkelt molekyle i et stof, og skelner derfor mellem isotoper, dvs. at chlor både vil give en top ved 35 og 37 i massespektret, da chlor består af 35Cl og 37Cl. Massespektrometre med høje opløsninger kan måle molekylarmassen meget præcist (±0,005%). Hvert enkelt grundstof har en præcis masse, fx har oxygen: m(16O) = 15,9949, og derfor kan man bestemme et stofs molekylformel ud fra stoffets præcise masse, da der kun er én sammensætning, som giver netop den masse. Fx kan man vha. præcise masser skelne mellem CO og C2H4, som ved afrundede masser begge vejer 28 g/mol. I moderne massespektrometri anvendes denne metode ofte, da den er hurtig, men den kan dog ikke anvendes, hvis toppen for molekylarionen er svag eller usynlig. 
Hver isotop har en præcis masse, og en relativ forekomst, fx har 13C en relativ forekomst på 1,08% i forhold til 12C, disse relative forekomster af isotoper kommer også til syne i massespektret. I en forbindelse som indeholder ét C-atom, vil der udover M + også være en top ved M+1 med mindst en intensitet på 1,08%, som skyldes 13C, de andre atomer i molekylet vil også bidrage til M+1 toppen og/eller M+2 toppen, alt afhængigt af hvilke atomer, og hvor mange der er. Chlor, brom og svovl har nogle karakteristiske isotopforhold, og det ses ofte tydeligt i massespektret, hvis stoffet indeholder en eller flere af de tre. 37Cl har en relativ forekomst på 32,5% i forhold til 35Cl, og i massespektret vil M+ og M+2 være i forholdet 1:3, hvis stoffet indeholder ét chloratom, og ingen brom eller svovl. For brom vil forholdet mellem M + og M+2 være ca. 1:1, og for svovl har 34S en relativ forekomst på 4,40% i forhold til 32S. Hvis der er flere chlor og/eller brom atomer i samme molekyle, så vil der forekomme specielle mønstre af M +, M+2, M+4...osv., alt efter hvor mange der er. Disse mønstre kan bruges til at identificere antallet af chlor og brom atomer. 

## Massespektret
I et massespektrum svarer alle toppene til ladede partikler, da det kun er ladede fragmenter der accelereres op og detekteres. 
Molekylariontoppen er i de fleste tilfælde den top i spektret, som ses ved den mest intense af de højeste (m/e) værdier i spektret, en undtagelse er hvis molekylet indeholder chlor eller brom, så kan M+2, M+4 eller M+6...osv. være mere intens end M +. Ligeledes kan M -1 toppen være mere intens end M + hvis molekylet stabiliseres ved at fraspalte et H-atom. 
Den mest intense top i spektret kaldes ”basepeak”, og sættes til intensitet 100. De andre toppes forekomst i spektret angives i procent i forhold til basepeaken. 
Intensiteten af M + afhænger af hvor stabil M + er. Hvis M + har en levetid på under 10 -6sek., så vil den fragmentere imens den stadig er i ioniseringskammeret, og M + vil derfor være usynlig, da det er fragmentionerne, der bliver accelereret op i fart og registreret af detektoren. Hvis M + har en levetid på minimum 10 -5sek., så vil den nå hen til detektoren uden at fragmentere, og M + vil kunne ses i spektret. De fleste forbindelser danner molekylarioner med forskellige levetider, så der både ses en top ved M + og ved forskellige fragmentioner. Generelt har aromatiske forbindelse en meget stabil M + og alkoholer en meget ustabil M +.
En meget brugbar regel i massespektrometri er nitrogenreglen, som siger, at hvis en forbindelse har en ulige molekylmasse, så er der et ulige antal nitrogenatomer i forbindelsen, og hvis forbindelsen har en lige molekylmasse, så er der enten nul eller et lige antal nitrogenatomer i forbindelsen.

## Fragmenteringsregler
Det elektron bombardementet som molekylerne udsættes for i ioniseringskammeret er så stærkt, at det udover at skyde en elektron ud af molekylerne også kan spalte nogle af bindingerne, og derved danne fragmentioner. Disse fragmentioner kan ses i massespektret som toppe ud for deres (m/e) værdier, som svarer til fragmentionernes masse.
De forskellige funktionelle grupper udviser forskellige nedbrydningsmønstre, og vha. nogle generelle regler om hvordan de enkelte grupper fragmenterer og molekylmassen, er det i de fleste tilfælde muligt at identificere en ukendt organisk forbindelse. 
Generelt vil den mest stabile fragmention blive dannet, eller der vil blive fraspaltet det mest stabile neutrale fragment. De fragmentioner der dannes er kationer, og de har egenskaber som carbokationer, hvor de tertiære er de mest stabile, og de primære er de mindst stabile. Forgrenede alifatiske molekyler fragmenterer derfor let, da der vil blive dannet en stabil carbokation, og den tilsvarende top i spektret vil være mere intens, end hvis der dannes en primær carbokation. 
Den mest almindelige form for fragmentering skyldes spaltning af én binding, hvor et molekyle med en lige M + spaltes til en fragmention med en ulige masse, og et molekyle med en ulige M + spaltes til en fragmention med en lige masse. 
Fragmenteringer, hvor der spaltes to bindinger, forekommer også ofte, hvorved der dannes en positiv fragmention og et neutralt molekyle med en lige masse, ofte H2O, CH2=CH2, CO2, CO, HCl eller HCN.
I nogle tilfælde sker der ud over en spaltning af bindinger, også en omlejring inde i molekylet. Ved omlejringer, hvor molekylet har en lige M +, dannes der en fragmention med en lige masse, og omvendt hvis M + er ulige, dannes der en fragmention med en ulige masse.